# Okres Ťia-i
Okres Ťia-i (čínsky 嘉義縣, tongyong pinyin Jiayì siàn, tchajwansky Ka-gī-koān) je okres na Tchaj-wanu. Jeho sousedy jsou okres Jün-lin, okres Nan-tchou, centrálně spravovaná města Kao-siung a Tchaj-nan, a město Ťia-i, které okres obklopuje.
Geograficky se dělí na více osídlenou rovinatou západní část, která hraničí s Tchajwanským průlivem, a hornatou východní část, kterou se táhne pohoří Ališan. Pohoří je známé pro své čajové plantáže, na kterých se pěstuje vysokohorský Alishan Oolong.

## Pamětihodnosti
- Lesní úzkorozchodná železnice Alishan Forrest Railway spojuje město Ťia-i s Národní scénickou oblastí Ališan. Tato železniční síť, vybudovaná v roce 1912, je dlouhá celkem 71 km a nejvýše položená stanice Čchu-šan se nachází v nadmořské výšce 2451 m n. m.[3]

- Jižní pobočka Národního palácového muzea ve městě Tchaj-pao